# Benjamin Wallfisch
Benjamin Mark Lasker Wallfisch (London, 1979. augusztus 7. –) angol zeneszerző, karmester, producer. A 2000-es évek közepe óta több mint 75 film zenéjét szerezte, többek között a Szárnyas fejvadász 2049, a Shazam!, az Az, az Az – Második fejezet, A láthatatlan ember, A számolás joga és Az egészség ellenszere című filmeknek.
A filmek, amelyekben a zenéje hallható, több mint 2,5 milliárd dolláros bevételt hoztak a pénztáraknál, ezért 2019-ben a Variety magazin besorolta őt a „milliárd dolláros zeneszerzők” ("Billion Dollar Composer") közé.

## Élete
Elizabeth Wallfisch hegedűs és Raphael Wallfisch csellista gyermekeként született. Hármójuk közül ő a legidősebb. Apai nagyszülei Peter Wallfisch zongorista és Anita Lasker-Wallfisch csellista.
Több mint 75 film zenéjét szerezte, illetve Golden Globe-díjra, BAFTA-díjra, Grammy-díjra és Emmy-díjra is jelölték. A 2021-es Mortal Kombat film zenéjét is ő szerezte.

## Magánélete
Los Angelesben él feleségével, Missy-vel és lányával, Lolával.

## Filmográfia
- Fetih 1453